# العلاقات الأيرلندية الساموية
العلاقات الأيرلندية الساموية هي العلاقات الثنائية التي تجمع بين جمهورية أيرلندا وساموا.

## مقارنة بين البلدين
هذه مقارنة عامة ومرجعية للدولتين:
| وجه المقارنة                                              | جمهورية أيرلندا                                       | ساموا                        |
| --------------------------------------------------------- | ----------------------------------------------------- | ---------------------------- |
| المساحة (كم2)                                             | 70.27 ألف                                             | 2.84 ألف                     |
| عدد السكان (نسمة)                                         | 4.76 مليون                                            | 196.44 ألف                   |
| الكثافة السكانية (ن./كم²)                                 | 67.74                                                 | 69.17                        |
| العاصمة                                                   | دبلن                                                  | أبيا                         |
| اللغة الرسمية                                             | اللغة الأيرلندية، لغة إنجليزية، الإنجليزية الأيرلندية | لغة إنجليزية، اللغة الساموية |
| العملة                                                    | جنيه أيرلندي، يورو، عملات اليورو الأيرلندية           | تالا ساموي                   |
| الناتج المحلي الإجمالي (بليون دولار)                      | 333.73 مليار                                          | 856.63 مليون                 |
| الناتج المحلي الإجمالي (تعادل القوة الشرائية) بليون دولار | 318.16 مليار                                          | 1.15 مليار                   |
| الناتج المحلي الإجمالي الاسمي للفرد دولار أمريكي          | 61.13 ألف                                             | 3.94 ألف                     |
| الناتج المحلي الإجمالي للفرد دولار أمريكي                 |                                                       | 5.79 ألف                     |
| مؤشر التنمية البشرية                                      | 0.916                                                 | 0.702                        |
| رمز المكالمات الدولي                                      | +353                                                  | +685                         |
| رمز الإنترنت                                              | .ie                                                   | .ws                          |
| المنطقة الزمنية                                           | 00، ت ع م+01:00، أوروبا/دبلن ‏                         | ت ع م+13:00                  |

## منظمات دولية مشتركة
يشترك البلدان في عضوية مجموعة من المنظمات الدولية، منها:
| علم المنظمة | اسم المنظمة                               | تاريخ انضمام جمهورية أيرلندا | تاريخ انضمام ساموا |
| ----------- | ----------------------------------------- | ---------------------------- | ------------------ |
|             | بنك التنمية الآسيوي                       | 2006                         | 1966               |
|             | مؤسسة التنمية الدولية                     | 22 ديسمبر 1960               | 28 يونيو 1974      |
|             | يونسكو                                    | 3 أكتوبر 1961                | 3 أبريل 1981       |
|             | وكالة ضمان الاستثمار متعدد الأطراف        | 27 أكتوبر 1989               | 27 سبتمبر 2002     |
|             | الأمم المتحدة                             | 14 ديسمبر 1955               | 15 ديسمبر 1976     |
|             | الاتحاد البريدي العالمي                   | ?                            | ?                  |
|             | البنك الدولي للإنشاء والتعمير             | 8 أغسطس 1957                 | 28 يونيو 1974      |
|             | الاتحاد الدولي للاتصالات                  | 8 ديسمبر 1923                | 7 أكتوبر 1988      |
|             | منظمة حظر الأسلحة الكيميائية              | ?                            | ?                  |
|             | مؤسسة التمويل الدولية                     | 11 سبتمبر 1958               | 28 يونيو 1974      |
|             | المركز الدولي لتسوية المنازعات الاستشارية | 7 مايو 1981                  | 25 مايو 1978       |
|             | منظمة التجارة العالمية                    | ?                            | ?                  |
|             | منظمة الشرطة الجنائية الدولية             | ?                            | ?                  |

## أعلام
هذه قائمة لبعض الشخصيات التي تربطها علاقات بالبلدين:
- توفوغا إيفي (سياسي من ساموا، 1 مارس 1938 – )
- تيم كاهيل (لاعب كرة قدم أسترالي، 6 ديسمبر 1979[19] – )
- كريس كاهيل (لاعب كرة قدم، 25 ديسمبر 1984[20] – )

## وصلات خارجية
- موقع وزارة الخارجية الأيرلندية